# ルイ・ド・リュクサンブール (サン＝ポル伯)
ルイ・ド・リュクサンブール（Louis de Luxembourg, comte de Saint-Pol, 1418年 - 1475年12月19日）は、フランスの貴族、軍人。サン＝ポル伯、リニー伯。フランス王国大元帥（1465年 - 1475年）。サン＝ポル大元帥（connétable de Saint-Pol）の呼び名で知られる。

## 生涯
サン＝ポル伯ピエール1世とその妻マルゲリータ・デル・バルツォの間の長男として生まれた。一族は百年戦争においてブルゴーニュ派に属し、イングランドとも密接な関係にあった。姉のジャケットはフランスにおけるイングランド占領支配の代表者である摂政ベッドフォード公ジョン・オブ・ランカスターの後妻となっていた。
子供の無い叔父のリニー伯およびギーズ伯ジャンの後継者に指名されていたが、1441年にジャンが死ぬと、フランス王シャルル7世はジャンの所領を没収した。このため、サン＝ポルはシャルル7世の陣営と和解して叔父の所領を回復した。しかしギーズ伯領に関してはメーヌ伯シャルル4世が正統な相続人だったため、サン＝ポルは1444年に妹イザベルをメーヌ伯に嫁がせた際、妹の持参金としてメーヌ伯にギーズ伯領を譲渡した。
サン＝ポルはフランス王ルイ11世とは親友の間柄だったが、1465年の公益同盟戦争には参加して王と争った
。同年10月にコンフランの和約が結ばれると再び王と和解し、フランス大元帥に任命され、王妃シャルロットの妹を後妻に迎えることを決めた。
その後、ブルゴーニュ公シャルル・ル・テメレールらのフランス人諸侯と一緒に、義理の甥のイングランド王エドワード4世を引き込んでフランス王国の分割を企図した。しかしエドワード4世がカレー上陸後、1475年8月末にルイ11世との間でピキニー条約を結んで和解すると、サン＝ポルが陰謀に加担していたことが露見した。サン＝ポルは内乱罪で告発され、同年12月に処刑された。
サン＝ポルは写字生・翻訳者のジャン・ミエロをお付き司祭として雇っていた。

## 子女
1435年7月16日、マルル伯およびソワソン伯ロベールの跡取り娘ジャンヌ・ド・マルル（1415年 - 1462年）と結婚し、間に7人の子女をもうけた。
- ジャン（? - 1476年） - マルル伯、ソワソン伯
- ピエール2世（? - 1482年） - サン＝ポル伯、コンヴェルサーノ伯
- シャルル（フランス語版）（1447年 - 1509年） - ラン大司教
- アントワーヌ（? - 1519年） - リニー伯、ブリエンヌ伯、ルシー伯
- ジャクリーヌ（? - 1551年） - ポルシアン伯フィリップ1世・ド・クロイと結婚
- エレーヌ（? - 1488年） - 1466年、フォシニー伯ジャーノ・ディ・サヴォイア（サヴォイア公ルドヴィーコの息子）と結婚
- フィリップ（? - 1522年） - モンセル女子修道院長

1466年、サヴォイア公ルドヴィーコの娘マリー・ド・サヴォワ（1448年 - 1475年）と再婚した。
- ルイ（1467年 - 1503年） - アンドリア公爵、ヴェノーザ公爵、アルタムラ公
- ジャンヌ（生没年不明） - ヘントの修道女
- シャルル（生没年不明、夭折）